# Barbara Perry
Barbara Mae Perry (* 22. Juni 1921 in Norfolk, Virginia; † 5. Mai 2019 in Los Angeles, Kalifornien) war eine US-amerikanische Schauspielerin.

## Leben

### Familie und Anfänge
Barbara Perry wurde als Tochter von William Covington Perry († 1936) und dessen Ehefrau Victoria Mae (Gates) Perry geboren. Ihr Vater kam aus Hopewell, Virginia, und war als Keyboarder, Dirigent und Arrangeur u. a. bei den Happiness Boys, bei den New York NBC Radio Studios (Blue Network), bei seiner eigenen Band Perry’s Hot Dogs, bei Ben Selvin und seinem Orchester und bei vielen Broadway-Shows tätig. Ihre Mutter, aus New Castle in Pennsylvania stammend, sang im alten Gebäude (Old Metropolitan Opera House) der Metropolitan Opera als Sopran im Chor, wo sie um 1925, unter der Direktion von Giulio Gatti-Casazza, ihre Karriere begann. Im Alter von vier Jahren hatte Barbara Perry ihren ersten Bühnenauftritt als Butterflys Kind (Trouble) in der Oper Madama Butterfly an der Metropolitan Opera. Außerdem war sie Mitglied des Kinderballetts der Metropolitan Opera.
Anfang der Dreißigerjahre – ihre Mutter hatte sich mittlerweile von ihrem Mann getrennt – kam Barbara Perry nach Hollywood. Ihre Mutter eröffnete dort die Perry’s Studios (Perry’s Rehearsal Hall), wo sie Tanzunterricht erhielt und in den Dreißigerjahren beim Hollywood Bowl in Choreographien von Michio Ito und Agnes de Mille mitwirkte. Sie trat als Tänzerin und Stepptänzerin in zahlreichen Nacht-Clubs auf, u. a. im Hotel Nacional de Cuba, im Chez Paris in Chicago, im Cocoanut Grove in Los Angeles und im Café de Paris in London, u. a. im Vorprogramm von Lena Horne und Peggy Lee.

### Theaterproduktionen
Barbara Perry trat in zahlreichen Broadway- und Off-Broadway-Produktionen auf. 1950 war sie am Broadway die Mrs. Larry in Happy as Larry an der Seite von Burgess Meredith als Ehemann in der Titelrolle. Sie war außerdem Partnerin von Eddie Foy Jr. als Anna in dem Musical Rumple (November/Dezember 1957, am Alvin Theatre) mit Gretchen Wyler und Stephen Douglass in den Hauptrollen.
Mitte der Fünfziger- und Anfang der Sechzigerjahre studierte Perry an der Royal Academy of Dramatic Art in London und spielte neben George Formby, Warde Donovan und Sara Gregory im Londoner Westend am Hippodrome Theatre und am Palace Theatre. Anfang der Achtzigerjahre trat sie in der von ihr geschriebenen „One-Woman-Show“ Passionate Ladies, die zweimal bei den Los Angeles Drama Critics Circle Awards gewann, auf.

### Filmauftritte
Barbara Perry gab ihr Film-Debüt in William Wylers Der Staranwalt von Manhattan (1933) mit John Barrymore in der Hauptrolle; anschließend spielte sie in The Mystery of Edwin Drood (1935) mit Claude Rains als Hauptdarsteller.
Nach ihrer Rückkehr in die USA war sie in zahlreichen Fernsehserien zu sehen, unter anderem in Mutter ist die Allerbeste, der Andy Griffith Show, in Meine drei Söhne und The Dick Van Dyke Show, wo sie neben Morey Amsterdam Buddy Sorrells Ehefrau Pickles spielte, bevor sie von Joan Shawlee ersetzt wurde. Außerdem spielte sie die Rolle der Freundin und Nachbarin Thelma Brockwood in der Sitcom The Hathaways (1961–1962). In der Sitcom How I Met Your Mother übernahm sie in zwei Folgen die Rolle der Nachbarin Mrs. Douglas. Ihre letzte Rolle spielte Perry als Angestellte eines Geschenkartikelladens in der Fernsehserie Baskets (2017). Damit umspannte ihre Film- und Fernsehkarriere außergewöhnliche 84 Jahre.

### Privates
Barbara Perry war zweimal verheiratet. Ihr zweiter Ehemann war der in erster Ehe mit der Tänzerin Marge Champion verheiratete Animator Art Babbitt, der die Disney-Figur Goofy erfand und für Disney-Produktionen wie Schneewittchen und die sieben Zwerge (1937) und Fantasia (1940) arbeitete. Perry war von 1967 bis zu seinem Tode im Jahr 1992 mit Babbitt verheiratet.
Barbara Perry hatte eine Tochter, Laurel Lee. Sie starb im Alter von 97 Jahren. Als Todesursache wurden „natürliche Gründe“ angegeben.

## Filmografie (Auswahl)
Filme
- 1933: Der Staranwalt von Manhattan (Counsellor at Law)
- 1935: The Mystery of Edwin Drood
- 1945: An Angel Comes to Brooklyn
- 1949: Ich war eine männliche Kriegsbraut (I Was a Male War Bride)
- 1964: Der nackte Kuß (The Naked Kiss)
- 1965: Die 27. Etage (Mirage)
- 2010: Plan B für die Liebe (The Back-up Plan)

Fernsehserien
- 1961–1962: The Dick Van Dyke Show (2 Folgen)
- 1961–1962: The Hathaways (6 Folgen)
- 1963–1966: The Andy Griffith Show (4 Folgen)
- 1964–1972: Meine drei Söhne (My Three Sons, 3 Folgen)
- 1965: Mein Onkel vom Mars (My Favorite Martian, 1 Folge)
- 1966: Lieber Onkel Bill (Family Affair, 1 Folge)
- 1968: Verliebt in eine Hexe (Bewitched, 2 Folgen)
- 1980: Barnaby Jones (1 Folge)
- 1982: Trapper John, M.D. (1 Folge)
- 1989: Zurück in die Vergangenheit (Quantum Leap, 1 Folge)
- 1992: Eine schrecklich nette Familie (Married… with Children, 1 Folge)
- 2000: X-Factor: Das Unfassbare (Beyond Belief: Fact or Fiction, 1 Folge)
- 2009; 2014: How I Met Your Mother (2 Folgen)
- 2017: Baskets (1 Folge)